# Jesús Sanz Cerrada López Goerne
Jesús Sanz Cerrada López Goerne (San Luis Potosí, San Luis Potosí, 18 de enero de 1909 - 1975). Fue un político mexicano, miembro del Partido Acción Nacional. Participó en la Guerra Cristera y fue diputado federal de 1955 a 1958, uno de los primeros triunfos electorales reconocidos a su partido.

## Biografía
Jesús Sanz Cerrada nació en la ciudad de San Luis Potosí, y realizó sus estudios básicos en el Colegio Francés de la Ciudad de México. Católico militante, a partir de 1934 fue miembro de la Liga Nacional para la Defensa de las Libertades Religiosas, de la Asociación Católica de la Juventud Mexicana y llegó a combatir con grupos cristeros en los estados de Michoacán y Durango con el grado de capitán; lo que lo llevó a estar preso durante un periodo de 9 meses en la ciudad de Morelia.
Miembro fundador del Partido Acción Nacional en 1939, fue su principal impulsor en el estado de Durango, lo que le valió ser expulsado de dicho estado ese mismo año. Se trasladó a residir al estado de Chihuahua, donde continuó participando en la organización del PAN, llegando a ser miembro de su Comité Ejecutivo Nacional de 1957 a 1959. 
Candidato a diputado federal por el Distrito 3 de Chihuahua en 1955, fue elegido ese mismo año para la XLIII Legislatura, siendo uno de los seis triunfos reconocidos al PAN en la elección a la Cámara de Diputados aquel año, y el primer opositor al PRI electo diputado en el estado de Chihuahua.
Fue candidato a senador en 1958 y de nuevo a diputado federal en 1967 sin logra ser electo. Falleció el 30 de junio de 1975.